# Koornagere, Channapatna
Koornagere là một làng thuộc tehsil Channapatna, huyện Ramanagara, bang Karnataka, Ấn Độ.